# Івашко та Баба-Яга
«Івашко та Баба-Яга» — радянський мальований мультфільм — казка 1938 року, який зняли Валентина та Зінаїда Брумберг за мотивами російської народної казки «Івашко».

## Сюжет
Баба-Яга викрала хлопчика Івашку, який рибалив на озері, і зібралася його засмажити та з'їсти, але хитрий хлопчик посадив замість себе на пічну лопату злого ворона. Гуси-лебеді віднесли Івашку додому на радість бабі з дідом, що дочекався онука.

## Над фільмом працювали
- Сценаристи та режисери: Валентина Брумберг, Зінаїда Брумберг
- Художники:
  - Борис Дежкін
  - Фаїна Єпіфанова
  - Лідія Резцова
  - Федір Хітрук
  - Борис Тітов
  - Надія Привалова
  - До. Малишев
- Оператор: Ксенія Крилова
- Композитор: Анатолій Олександров
- Звукооператор: Серафим Ренський
- Ролі озвучували:
  - Клавдія Коренєва — Івашко
  - Осип Абдулов — Баба-Яга
- Над відновленням фільму працювали Микола Майоров, Володимир Котовський. Кольоровий варіант фільму відновлено у 2013 році із кольороподілених вихідних негативів. Прем'єра відновленого кольорового варіанта 25 лютого 2014 року на фестивалі «Білі стовпи 2014».

## Перевидання на DVD
У середині 2000-х мультфільм випускався на DVD об'єднанням «Великий план» у збірці мультфільмів «Царство казки».